# Incendios forestales de España de 2025
Los incendios forestales de España de 2025 son una serie de incendios forestales que afectan al área peninsular de España desde el 1 de julio de 2025.

## Meteorología
Entre los meses de julio y agosto del año 2025, el clima en España fue un factor importante en el incremento de los incendios, especialmente en algunas comunidades autónomas como Castilla y León, Extremadura, Andalucía y Galicia. Una ola de calor que se trasladó del continente africano a la Península Ibérica ocasionó un incremento de las temperaturas extremas y una disminución de la humedad relativa, lo que determinó un gran aumento del riesgo de incendios. El hecho de que se dieran los altos valores de temperatura, la baja humedad relativa y los intensos vientos que identifica la denominada «regla del 30» (temperaturas superiores a 30 °C, vientos superiores a 30 km/h y humedad relativa inferior a 30%) en diversas zonas, posibilitó que se dieran las condiciones óptimas para que los incendios se propagasen rápidamente.
La Agencia Estatal de Meteorología (AEMET) y el Sistema Europeo de Información sobre Incendios Forestales (EFFIS) lanzaron alertas por riesgo extremo de incendios, evidenciando la severa situación de la Península Ibérica. A esta situación, se le sumó el incremento de la vegetación generada por el abandono rural y de la falta de gestión forestal incrementando así la carga de combustible disponible en condiciones de incendio.

## Cronología

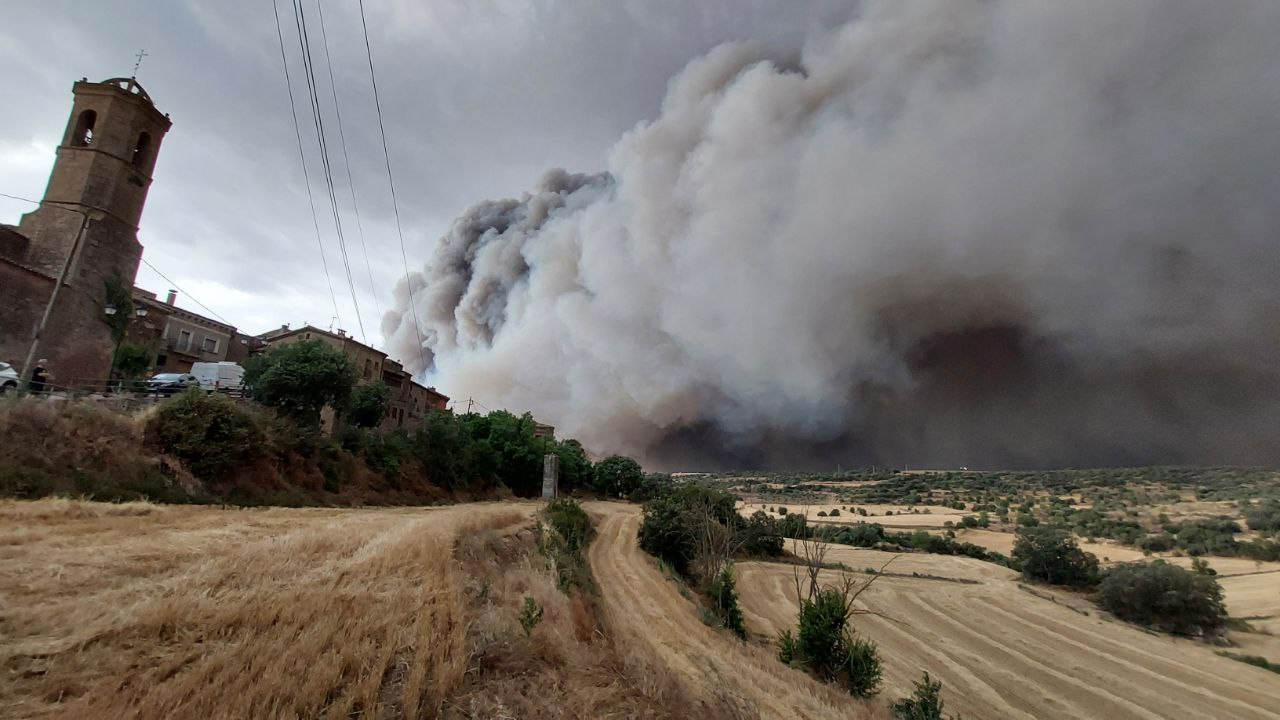
Vista del fuego en Torrefeta.

El 1 de julio, se desató un gran incendio forestal en el municipio de Torrefeta i Florejacs, en la provincia de Lérida, que se extendió hasta quemar unas 5.300 ha (13.000 acres). El fuerte viento (hasta 125 km/h) y las altas temperaturas propiciaron un comportamiento de fuego de sexta generación, con la formación de un pirocúmulo de 14.000 metros de altura, un fenómeno inédito en Cataluña. Dos personas murieron en Oliola al quedar su vehículo atascado mientras intentaban escapar, y un bombero resultó herido en Coscó. Unas 20.000 personas se encontraban confinadas antes de que el incendio se declarara estabilizado poco después de las 22:30 del 2 de julio. El presidente de la Generalitat de Catalunya, Salvador Illa, expresó su pésame a las familias y decretó un día de luto oficial el 3 de julio de 2025. Tras lo acontecido, se activó el plan INFOCAT y se emitieron alertas de emergencia mediante el sistema Es-Alert. Más de 20.000 personas fueron confinadas en 11 municipios.

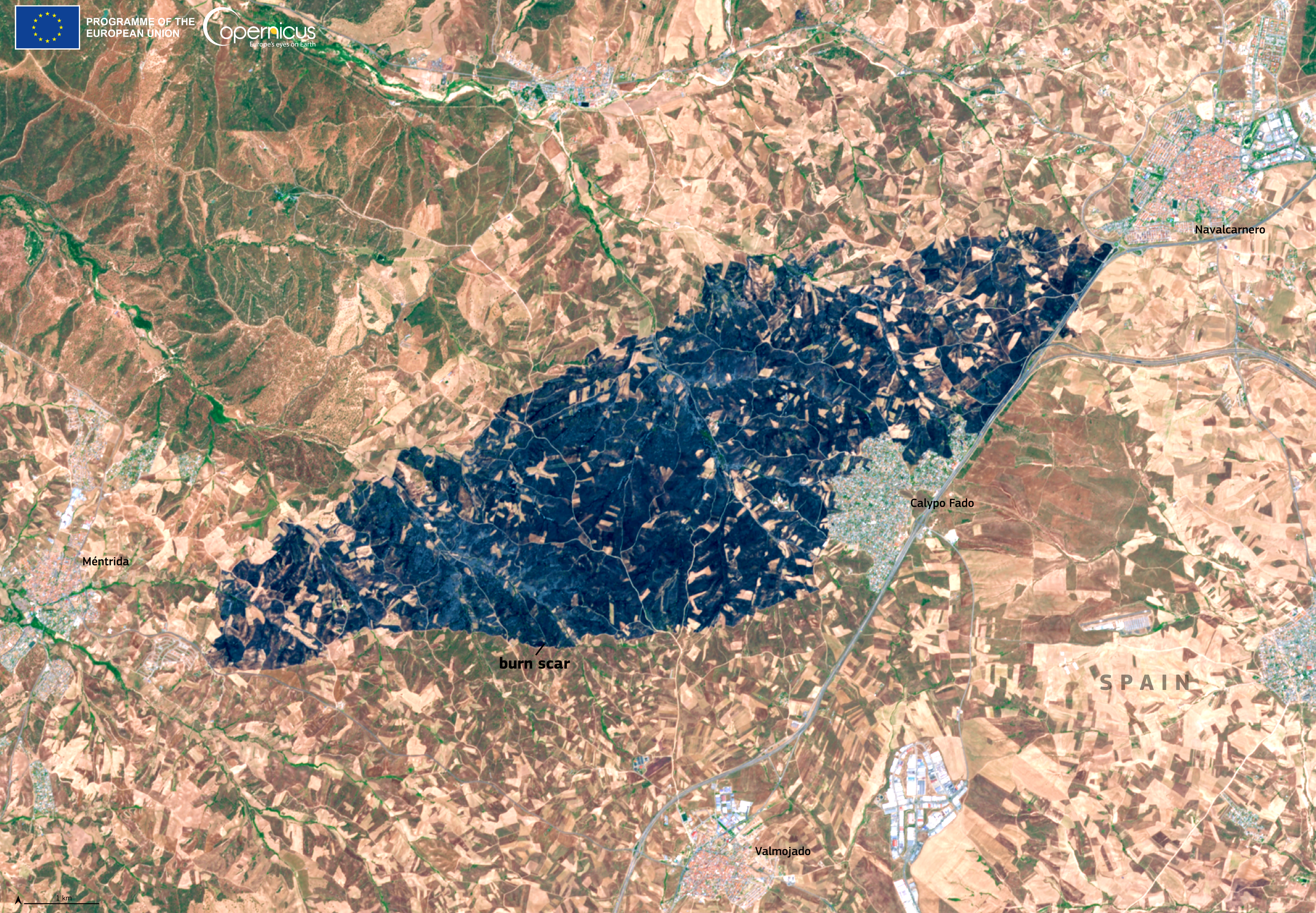
Esta imagen, adquirida por uno de los satélites Sentinel-2 de Copernicus el 18 de julio de 2025, muestra la cicatriz causada por el incendio de Méntrida.

El 2 de julio, un político local murió al intentar ayudar a un conductor de tractor cuyo vehículo había provocado un pequeño incendio forestal en el municipio de San Cristóbal de Cea. El 8 de julio, un gran incendio en el Baix Ebre se extendió a más de 3.100 ha (7.700 acres) y provocó el confinamiento de más de 18.000 personas al extenderse al Parque Natural de Els Ports y dejó cuatro bomberos heridos. El 17 de julio, un incendio se inició cerca de Méntrida y envió una nube de humo sobre Madrid al extenderse a más de 3.000 hectáreas (7.400 acres) y obligó a decenas de personas a evacuar.  El incendio ocurrido el 17 de julio obligó al cierre de la autovía A‑5.
El 28 de julio de 2025, un incendio declarado en el Barranco de las Cinco Villas (entre Cuevas del Valle y Mombeltrán, Ávila) arrasó alrededor de 2.000 hectáreas, este provocó el confinamiento de múltiples ciudadanos en la zona de El Arenal y Mombeltrán, movilizó a más de 400 efectivos (UME, cuadrillas terrestres, medios aéreos), fue catalogado con Índice de Gravedad Potencial 2 y Situación Operativa 2, y causó la muerte de un bombero en un accidente de tráfico; posteriormente, la Guardia Civil detuvo a un trabajador forestal como presunto autor intencionado del fuego, presuntamente motivado por obtener empleo en extinción poco después del incendio.
El 29 de julio, se declaró un incendio en Caminomorisco, en Cáceres, que alcanzó las 2.778 ha (6.860 acres) antes de declararse controlado el 2 de agosto; unas 200 personas fueron evacuadas y tres bomberos resultaron heridos.
A inicios de agosto se produjeron en varias rutas forestales de Galicia, mayormente en el área de Chandrexa de Queixa y en Orense, sobrepasando las 500 hectáreas quemadas, y en el caso de Zamora lo hacía el fuego de Molezuelas de la Carballeda que obligó a evacuar a más de 700 personas, con el patrimonio histórico Las Médulas afectado, con estructuras como el Mirador de Orellán dañadas por el fuego.  En Huelva el fuego alcanzó áreas de zonas turísticas de Tarifa acompañado por tormentas secas y viento, provocando evacuaciones masivas y el gobierno central tuvo que dar su orden de activar la "preemergencia" del PLEGEM.
El 11 de agosto, un incendio cerca a Tres Cantos (Madrid) se propagó con rapidez debido a una tormenta seca y fuertes vientos, arrasó 1 500 hectáreas de campo, obligó a evacuar urbanizaciones, provocó la muerte de un hombre con quemaduras en el 98 % de su cuerpo y dejó otro herido, el gobierno local activó el Plan INFOMA nivel 2 y requirió la intervención de la UME junto a otros cuerpos. Ese mismo día, específicamente a las 18:27 horas, se desato un nuevo incendio en una zona situada detrás del cementerio de la localidad de Puercas, en Zamora. Apenas una hora después, a las 19:25 horas, fue elevado al Índice de Gravedad Potencial (IGR) 2, lo que obligó a evacuar a los civiles que habitaban el local y a cerrar la carretera ZA‑P‑2433 entre Puercas y Ferreruela. Tres vecinos quedaron heridos al tratar de apagar el fuego en la zona. Además se confirmó que al menos 2 bomberos resultaron heridos con pronóstico reservado tras sufrir graves quemaduras durante las labores de extinción del fuego en el municipio ourensano de Oímbra.
La circulación del Renfe AVE entre Madrid y Galicia fue suspendida por alrededor de aproximadamente 5 horas a causa de los incendios forestales en zonas circundantes, el servicio fue restablecido tras realizarse la inspección de infraestructura y seguridad correspondiente. Los incendios también obligaron a suspender el servicio de ferrocarril entre Madrid y Ávila por los incendios en Las Navas del Marqués y Herradón de Pinares, así como diversas líneas convencionales en León, Zamora, Palencia y Galicia por los graves incendios de la zona.
La Guardia Civil identificó a un hombre como presunto responsable de un conato de incendio ocurrido la mañana del martes 12 de agosto de 2025 en Los Caños de Meca, en Barbate (Cádiz). El fuego se originó en una zona de arbustos cercana a la urbanización Playas del Estrecho y uno de los parkings de la zona. El hombre, que sufrió quemaduras en las manos, habría declarado que «el incendio fue accidental, causado por una vela». El consejero de la Presidencia de la Junta de Andalucía, Antonio Sanz, aseguro que «el incendio fue intencionado, al igual que el de Tarifa», que afecta al parque natural del Estrecho y ha quemado más de 300 hectáreas.  La Guardia Civil ha anunciado la investigación de una mujer de 63 años por provocar cinco incendios en Mugía, Provincia de La Coruña, entre el 3 y el 11 de agosto.
El martes 12 de agosto las llamas provocaron el fallecimiento de un voluntario que intentaba sofocar el fuego que había pasado a la provincia de León desde la zona de Molezuelas de la Carballeda. Otro hombre que le acompañaba resultó herido grave y murió dos días después como consecuencia de las quemaduras.  El 14 de agosto la localidad leonesa de Palacios de Jamuz fue arrasada por ese mismo incendio, que se ha calificado como el más grave desde la existencia de registros en la España Peninsular.
El 18 de agosto, también en la provincia de León, un bombero murió y otro resultó herido al volcar  la autobomba que conducían en una pista forestal de la localidad de Espinoso de Compludo, cerca de Ponferrada.

## Reacciones
- El presidente del Gobierno de España, Pedro Sánchez, por medio de su cuenta de Twitter publicó el siguiente mensaje: «Todos los medios del Gobierno (están listos) para luchar contra los incendios. La noche será complicada en muchas zonas de España. Mucha precaución y sigamos las recomendaciones de las autoridades. Todo mi apoyo a las personas que se encuentran en zonas afectadas. Y mis mejores deseos de pronta recuperación a los dos bomberos heridos mientras luchaban contra el fuego en Galicia»[50]
- El 17 de agosto el gobierno de España propuso elaborar un «Pacto de estado para la mitigación y adaptación de la emergencia climática»[51], que ha contado con el apoyo de organizaciones como Greenpeace España, cuya directora ejecutiva declaró:[52]

Este pacto de Estado, que lleva tiempo siendo reclamado por la sociedad civil, es la oportunidad para definir una hoja de ruta nacional ambiciosa, basada en la ciencia y a la altura de las circunstancias contra la emergencia climática que se está cobrando ya tantas vidas.

Desde la oposición, el Partido Popular ha considerado la iniciativa como «una cortina de humo con la que el presidente del gobierno pretende ideologizar, confrontar y polarizar a la sociedad española».